# M3 (Groot-Brittannië)
De M3 is een Britse autosnelweg in Hampshire en Surrey, met een lengte van 94 km.
De autosnelweg loopt van Sunbury-on-Thames naar Southampton en werd aangelegd om de A30 en A33 te ontlasten. De weg vormt deels de E5.
De bouw van de autosnelweg begon in 1971 en verliep in fases. Pas in 1995 was het gehele traject klaar.
De M3 sluit aan op de M25 en de M27.

## Afbeeldingen

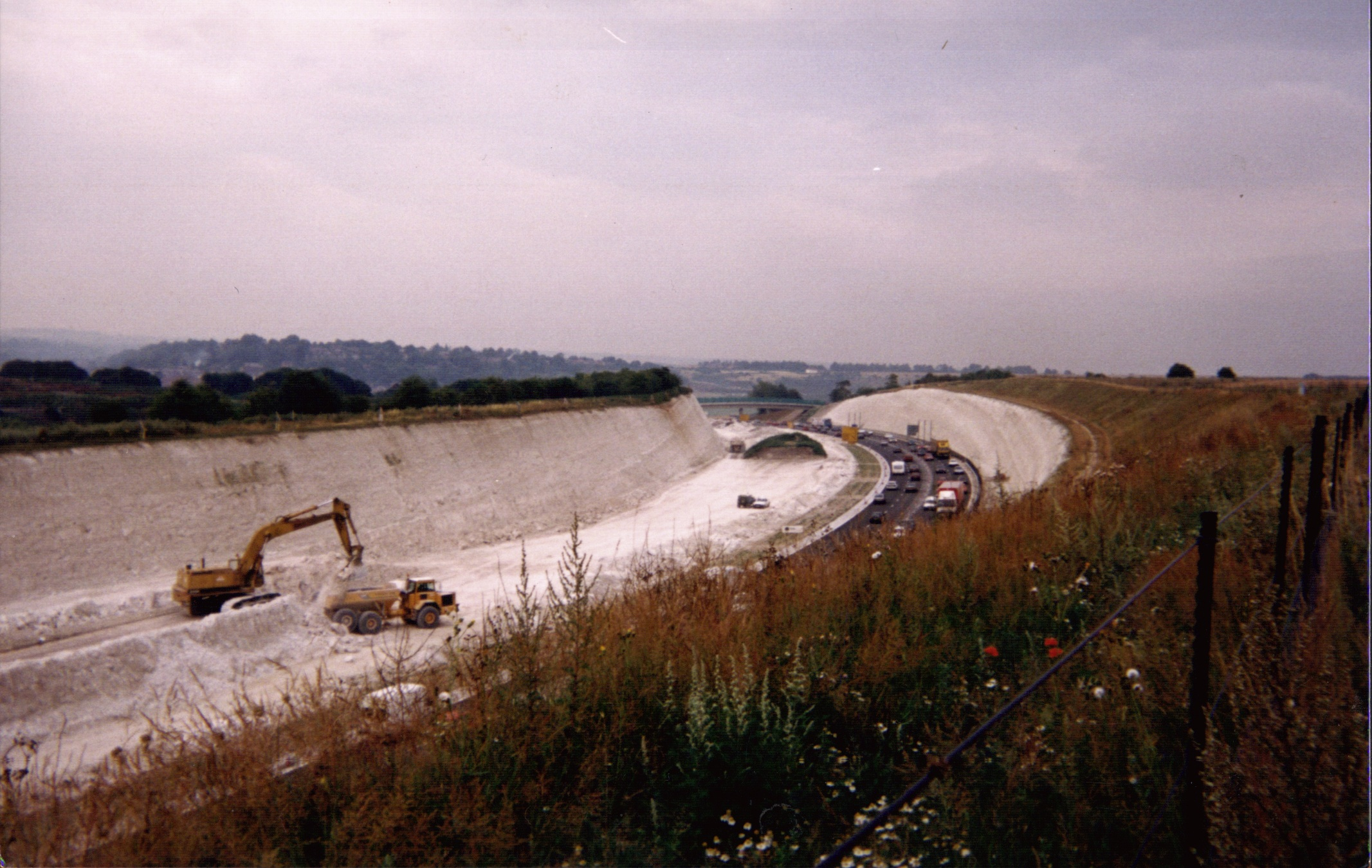
De bouw van een deel van de M3 bij Twyford Down in 1994

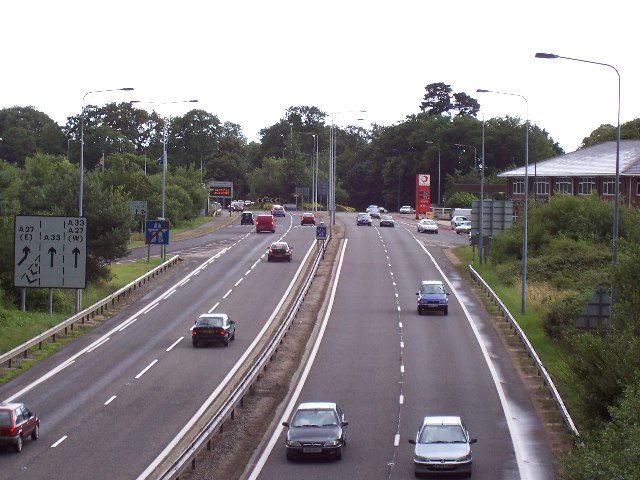
M3 bij Southampton

Groot-Brittannië:
M1 · M2 · M3 · M4 · M5 · M6 · M6 Toll · M8 · M9 · M10 · M11 · M18 · M20 · M23 · M25 · M26 · M27 · M32 · M40 · M42 · M45 · M48 · M49 · M50 · M53 · M54 · M55 · M56 · M57 · M58 · M60 · M61 · M62 · M65 · M66 · M67 · M69 · M73 · M74 · M77 · M80 · M90 · M180 · M181 · M271 · M275 · M602 · M606 · M621 · M876 · M898
A1(M) · A3(M) · A38(M) · A48(M) · A57(M) · A58(M) · A64(M) · A66(M) · A74(M) · A167(M) · A194(M) · A308(M) · A329(M) · A404(M) · A601(M) · A627(M) · A823(M)
Noord-Ierland:
M1 · M2 · M3 · M5 · M12 · M22 · A8(M)